# Prix Peter-Rosegger
Pour les articles homonymes, voir Rosseger.
Le prix Peter-Rosegger est un prix littéraire autrichien délivré depuis 1951 par le Land de Styrie en souvenir de Peter Rosegger.
De 1951 à 1971, le prix était délivré par concours et il a permis de faire connaître plusieurs écrivains. Depuis 1985, il est décerné par un jury tous les deux ou trois ans et ne peut être partagé. En 2005, le prix est doté de 22 000 euros.

## Lauréats

### Peter-Rosegger-Preis
- 1951 : Max Mell, Rudolf Hans Bartsch
- 1952 : Paula Grogger, Margarete Weinhandl
- 1953 : Franz Nabl, Rudolf Stibill
- 1954 : Julius Franz Schütz, Karl Adolf Mayer
- 1955 : Paul Anton Keller, Eduard Hoffer, Alois Hergouth (Prix d'encouragement)
- 1956 : Julius Zerzer, Kurt Hildebrand Matzak, Anna Lukesch
- 1957 : Rudolf List, Hilda Knobloch, Herbert Zand (Prix d'encouragement)
- 1959 : Hélène Haluschka, Franz Taucher, Martha Wölger (prix d'encouragement)
- 1961 : Bruno Brehm, Wolfgang Arnold (Prix d'encouragement), Erwin Walterstein
- 1963 : Josef Papesch, Hannelore Valencak (Prix d'encouragement), Ernst Hammer (Prix d'encouragement)
- 1965 : Alois Hergouth
- 1966 : Hannelore Valencak
- 1967 : Eduard Walcher
- 1968 : Ernst Hammer (de)
- 1969 : Heinz Pototschnig
- 1970 : Wolfgang Bauer
- 1971 : Martha Wölger

### Peter-Rosegger-Literaturpreis
- 1985 : Hilde Spiel
- 1987 : Felix Mitterer
- 1989 : György Sebestyén
- 1991 : Ilse Aichinger
- 1993 : Gerhard Roth
- 1995 : Marie-Thérèse Kerschbaumer
- 1997 : Alfred Kolleritsch
- 1999 : Marianne Fritz
- 2001 : Werner Kofler
- 2004 : Wolfgang Bauer
- 2008 : Marlene Streeruwitz
- 2012 : Max Höfler
- 2015 : Valerie Fritsch
- 2018 : Fiston Mwanza Mujila
- 2020 : Ferdinand Schmalz[1]
- 2022 : Ulrike Haidacher[2]

(Le prix n'a pas été décerné au cours des années non citées ci-dessus.)